# Kościół św. Michała Archanioła w Chatham
Kościół św. Michała Archanioła w Chatham (ang. St Michael the Archangel Church) – rzymskokatolicki kościół parafialny w Chatham, w Anglii, wzniesiony w latach 1862–1863.

## Historia
Pierwsza misja katolicka powstała w dystrykcie Medway w 1795 roku w Brompton. Kościół św. Michała Archanioła w Chatham został zbudowany w latach 1862–1863. Autorem projektu był Henry Clutton. Świątynia ta stała się centrum misji katolickiej w Medway.
W 1935 roku kościół rozbudowano: powiększono prezbiterium oraz dodano boczne kaplice. W dniu 6 czerwca 1951 kościół został konsekrowany.

## Architektura i sztuka
Kościół zbudowano w stylu neoromanizmu. Budowla jest trójnawowa z prezbiterium i kaplicami bocznymi. Nawę główną i nawy boczne obejmuje pojedynczy dwuspadowy dach.